# Kaukab
Kaukab (arabe : كوكب), aussi transcrit Kawkab ou Kokab, est un village syrien du district de Qatana dans le gouvernorat de Rif Dimachq, au sud-ouest de Damas. Le recensement de 2004 lui donne une population de 1 188 habitants.

## Histoire

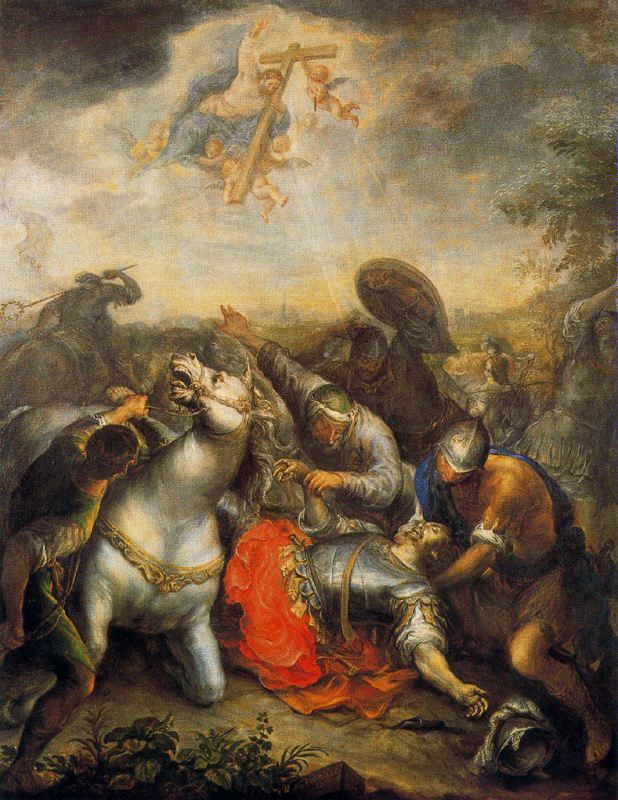
Conversion de saint Paul par Francisco Camilo, 1667

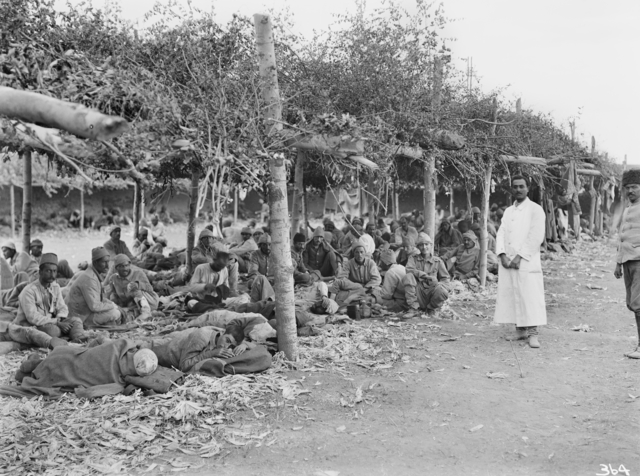
Prisonniers de guerre ottomans à Kaukab, 1918

Kaukab est parfois considéré comme le lieu de la vision de l'apôtre Paul de Tarse lorsqu'il se convertit au christianisme sur le « chemin de Damas » (Actes des Apôtres, 9.1-8). Les ruines d'une église étaient encore visibles au XIXe siècle et la colline proche était désignée comme Tell Mâr Boulos, « colline de saint Paul ».
Pendant la Première Guerre mondiale au Proche-Orient, le 30 septembre 1918, le village a été le lieu d'une bataille, la charge de Kaukab (en), victoire locale de l'Australian Mounted Division (en) sur l'armée ottomane en retraite à la veille de la prise de Damas.

## Sources
- (en) Cet article est partiellement ou en totalité issu de l’article de Wikipédia en anglais intitulé « Kawkab, Rif Dimashq » (voir la liste des auteurs) dans sa version du 10 avril 2018.
- Victor Guérin, Description géographique, historique et archéologique de la Palestine, T.2, Paris, 1880